# إيفرت ويذرز
إيفرت ويذرز (بالإنجليزية: Everett Withers)‏ هو مدير فني أمريكي، ولد في 15 يونيو 1963 في تشارلوت في الولايات المتحدة.